# Whore (puttana)
Whore (Puttana) (Whore) è un film del 1991 diretto da Ken Russell.

## Trama
Los Angeles. La prostituta Liz cerca di abbordare dei clienti su una strada trafficata. Si ferma un uomo su un furgone, ma lei lo manda via poiché l'ultima volta che aveva accettato di salire in un furgone, all'interno c'erano diversi uomini che l'avevano stuprata e quasi uccisa; era stata soccorsa da un passante che l'aveva portata in ospedale, pagando addirittura le spese mediche. Lei gli aveva inviato poi un biglietto di ringraziamento e il loro rapporto era finito così. In realtà, Liz non sta solo cercando di procurarsi clienti, sta anche fuggendo dal protettore, Blake, uomo ben vestito ed estremamente autoritario, che alla fine riesce a raggiungerla in un drugstore e a farsi consegnare i soldi, cui Liz non può sottrarsi.
Mentre fa una pausa per bere qualcosa in uno strip club, si rivolge al pubblico e spiega com'è finita in quel modo: era una ragazza di una piccola città di provincia, sposata a un uomo violento e alcolizzato. Malgrado avessero un figlio, a un certo punto non aveva più potuto sopportare la situazione ed era scappata, portando con sé il bambino. Aveva trovato lavoro come cameriera in una tavola calda per il turno di notte e quando un cliente le aveva offerto del denaro per un rapporto sessuale, pensando alla paga modesta, aveva accettato. Era riuscita a esercitare in modo indipendente per un certo periodo, finché aveva incontrato Blake che l'aveva portata a Los Angeles. Blake le riservava anche delle attenzioni, ma col tempo l'eccessivo controllo che voleva avere su Liz li porta ai ferri corti, così decide di fuggire da lui.
Rasta, un giovane senza fissa dimora e artista di strada, invita Liz a vedere un film. Sebbene lui sia inquietante, Liz accetta. Alla fine Liz riesce a procurarsi un cliente anziano, ma durante la prestazione questi ha un attacco di cuore: Liz, in preda al panico, tenta di rianimarlo, ma inutilmente. Proprio in quel mentre passa per caso Blake e, oltre a prendere i soldi di Liz, vuole derubare il cliente morto. Liz allora tenta di fermarlo, ma lui la blocca e dopo averle rotto le dita della mano minaccia di fare del male anche a suo figlio. D'improvviso Rasta interviene in suo aiuto e uccide Blake sgozzandolo con una piccola lastra di vetro che aveva affilato contro una mattonella in previsione di un successivo uso. Infine, dopo che il ragazzo le medica la mano, Liz lo ringrazia e se ne va nuovamente nella notte.